# Ə̱
Cette page contient des caractères spéciaux ou non latins. S’ils s’affichent mal (▯, ?, etc.), consultez la page d’aide Unicode.
Ə̱ (minuscule : ə̱), est un graphème utilisé dans l'écriture de l’idu-mishmi. Il s'agit de la lettre schwa diacritée d'un macron souscrit.

## Utilisation
Le ə̱ est utilisé dans l’orthographie de l’idu-mishmi.

## Représentations informatiques
Le schwa macron souscrit peut être représenté avec les caractères Unicode suivants (latin étendu - B, alphabet phonétique international, diacritiques) :
| formes    | représentations | chaînes de caractères | points de code | descriptions                                              |
| --------- | --------------- | --------------------- | -------------- | --------------------------------------------------------- |
| capitale  | Ə̱               | Ə◌̱                    | U+018F U+0331  | lettre majuscule latine schwa diacritique macron souscrit |
| minuscule | ə̱               | ə◌̱                    | U+0259 U+0331  | lettre minuscule latine schwa diacritique macron souscrit |